# Тимелія-криводзьоб чорновуса
Тиме́лія-криводзьо́б чорновуса (Erythrogenys erythrocnemis) — вид горобцеподібних птахів родини тимелієвих (Timaliidae). Ендемік Тайваню.

## Опис

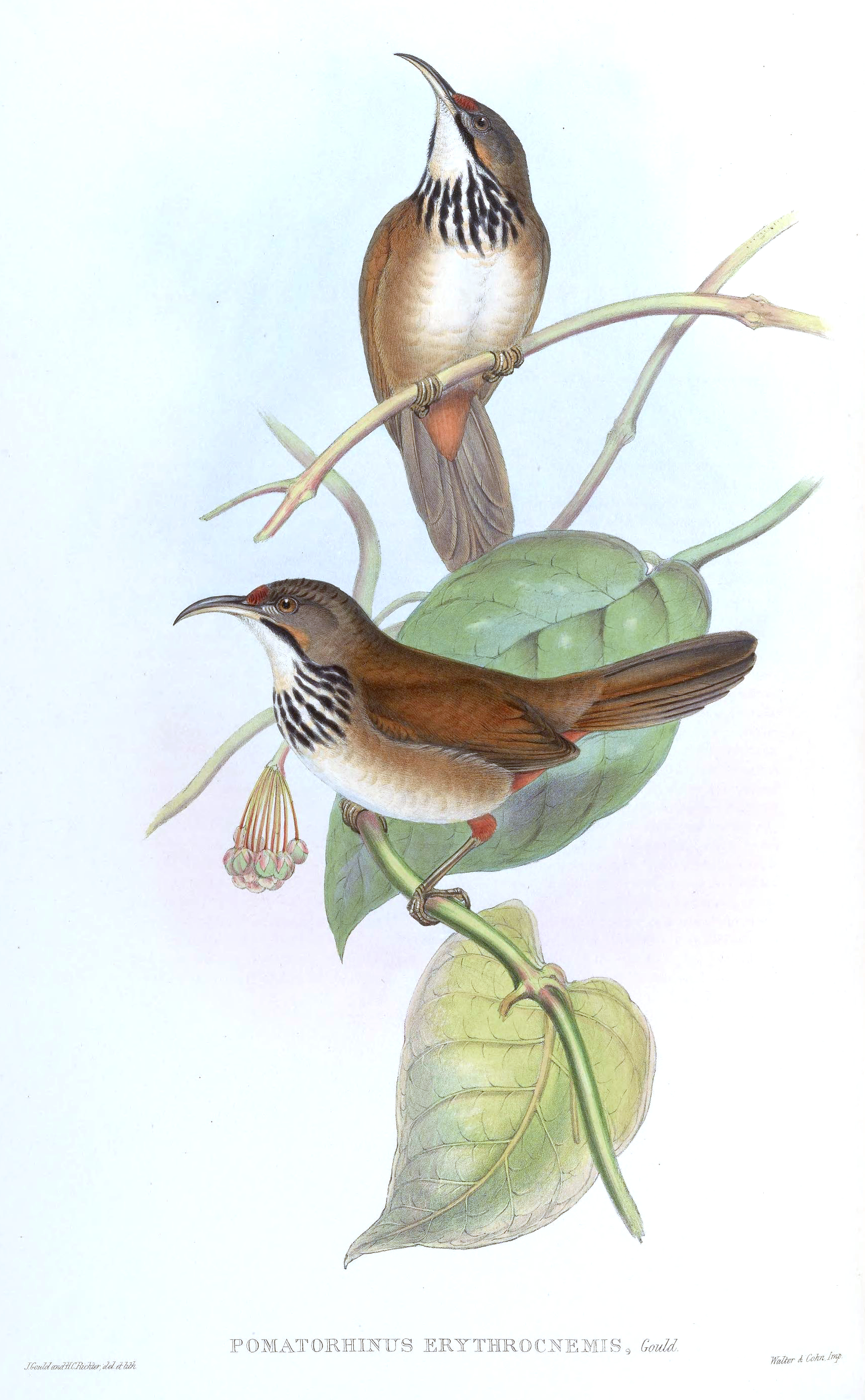
Чорновусі тимелії-криводзьоби

Довжина птаха становить 22-25 см. Тім'я і верхня частина тіла оливково-коричневі, лоб і боки рудувато-коричневі. Горло і живіт білі, верхня частина грудей поцяткована чорними плямами. Очі жовті. Дзьоб сірий, вигнутий. Лапи світло-коричневі.

## Поширення і екологія
Чорновусі тимелії-криводзьоби живуть у рівнинних і гірських вологих тропічних лісах. Зустрічаються на висоті від 50 до 2500 м над рівнем моря (переважно на висоті до 1975 м над рівнем моря). Живляться комахами, яких шукають на землі.